# Jaka Železnikar
Jaka Železnikar, slovenski pesnik, pionir spletne umetnosti in e-literature oziroma  digitalne poezije, * 29. november 1971, Ljubljana.

## Ustvarjanje
Po literarnem prvencu 54.000 besed (1994) deluje na področju spletne umetnosti (1996/97) z izrazitim literarnim poudarkom. Izrazni mediji obsegajo knjige, spletne strani, dodatke za brskalnik Firefox, aplikacijo za pametne telefone z operacijskim sistemom Android, nastope, branja in razstave.
Leta 2010 je na De Montfort University v Združenem kraljestvu Velike Britanije in Severne Irske pridobil akademski naziv Master of Arts in Creative Writing and New Media.
Živi v Ljubljani, svoja dela v slovenščini in angleščini predstavlja prek interneta in v literarnih in razstavnih kontekstih, tako v Sloveniji kot mednarodno.

## Poezija in spletna dela
- 54 tisoč besed, 1994 (COBISS)
- Opazovanje v tišini, 2015 (COBISS)
- več kot 40 del na osebnem spletnem mestu jaka.org